# Egon Pearson
Egon Sharpe Pearson (Hampstead, 11 augustus 1895 - Midhurst, 12 juni 1980) was de enige zoon van Karl Pearson en net zoals zijn vader een Britse statisticus.
Hij ging naar het Winchester College en het Trinity College (Cambridge) en volgde zijn vader op als professor statistiek aan het University College London en als uitgever van het wetenschappelijk tijdschrift Biometrika. Hij is vooral bekend voor de ontwikkeling van het Neyman-Pearson lemma over statistische toetsen.
Hij was president van de Royal Statistical Society in 1955-1957. In 1955 kreeg hij de gouden Guy Medalen werd in 1946 benoemd tot Commandeur in de Orde van het Britse Rijk (CBE). Pearson werd in maart 1966 verkozen als Fellow of the Royal Society.

## Privéleven
Pearson huwde op 31 augustus 1934 met (Dorothy) Eileen (1901/2-1949) met wie hij twee dochters had. Na het overlijden van zijn vrouw aan een longontsteking, bleef hij in Hampstead wonen tot 1967. Op 11 januari 1967 hertrouwde hij met Margaret Theodosia (1896/7-1975) en verhuisde naar Cambridge.